# Сан-Жуан-ду-Карири
Сан-Жуан-ду-Карири (порт. São João do Cariri) — город и муниципалитет в Бразилии, входит в штат Параиба. Составная часть мезорегиона Борборема. Входит в экономико-статистический  микрорегион Карири-Ориентал. Население составляет 4715 человек на 2006 год. Занимает площадь 701,856 км². Плотность населения — 6,7 чел./км².

## Статистика
- Валовой внутренний продукт на 2003 год составляет 10 984 071,00 реалов (данные: Бразильский институт географии и статистики).
- Валовой внутренний продукт на душу населения на 2003 год составляет 2288,83 реалов (данные: Бразильский институт географии и статистики).
- Индекс развития человеческого потенциала на 2000 год составляет 0,674 (данные: Программа развития ООН).